# Enrique Estévez Ochoa
Enrique Ochoa (1891-1978) fue un pintor español conocido por sus ilustraciones de principios del siglo XX en revistas como Blanco y Negro, La Esfera y Nuevo Mundo. Retratista de la burguesía madrileña y catalana-balear, también es conocido como “el pintor de la música” por sus cuadros dando vida a algunas de las obras más importantes de la música universal o “el pintor de la mujer” por sus elegantes retratos de mujeres de los años 1920 y 1930.

## Biografía
Nació en 1891. Con tan solo cinco años de edad se embarcó con su familia rumbo a las islas Filipinas –haciendo escala en Singapur– con motivo del aislamiento voluntario de su padre contra las insurrecciones de ultramar. En las islas Filipinas fue donde Enrique empezó a sentir su vocación artística, pero no fue hasta años más tarde, tras el duro momento de la pérdida de sus dos padres (su madre falleció en la batalla de Cavite y su padre, gravemente enfermo, lo haría dos años más tarde ya de regreso en España) y el paso a la dependencia y cuidado de sus abuelos maternos, donde el pequeño afianzó su vocación artística y utilizó cualquier papel u otro soporte para dibujar y hacer sus primeros escarceos.
Su personalidad delicada también viene marcada del duro choque del paso de la libertad marinera, a la disciplina castrense toledana que le tocó vivir, tras tener que ingresar en la Academia María Cristina con ocho años, academia de acogida de los huérfanos militares. Es allí, donde Enrique, marcado por la obra del Greco, comenzó su formación artística y obtuvo sus primeros premios en dibujo, vaciado y moldeado.
De la misma academia también era alumno el importante pintor (1894-1979), el cual mantuvo una gran amistad con Enrique y ambos artistas recibían lecciones pictóricas de la mano del artista turolense de Cella, aunque residente en Toledo, Ricardo Arredondo y Calmache (1850-1912).
Es con la mayoría de edad, cuando el joven decide traslada a Sevilla, donde comienza a estudiar en la Escuela Superior de Bellas Artes y se gana la vida pintando a los personajes de los típicos barrios sevillanos. El 2 de abril de 1911 participó y mostró por primera vez su arte al público, con un óleo que llevaba por título “Impresión” en la exposición de Bellas Artes de Sevilla, en la Casa Lonja. Por este entonces, Enrique firmaba con los dos apellidos.

En 1914, se instala en la capital de España, donde comienza a destacar como abanderado del modernismo y del art decó ilustrando la revista Por esos Mundos, cuando la dirigía Perojo. Su primera exposición individual tuvo lugar en Madrid entre finales de 1914 y principios de 1915, en uno de los salones de turismo Hispano Americano. Aunque pasó desapercibida para el gran público, por una mala organización, esta exposición le sirvió para presentar muchas de sus obras que posteriormente se harían eco, como La joven del lirio, Carmen, Luis Alonso, Magdalena, El rubio, Una gitana, Retrato del escultor Cluny, El hombre del jardín, Diego, Curro Flores, Retrato de la señorita de Olmedilla y Apunte para el retrato de Pedro Marón, entre otras.

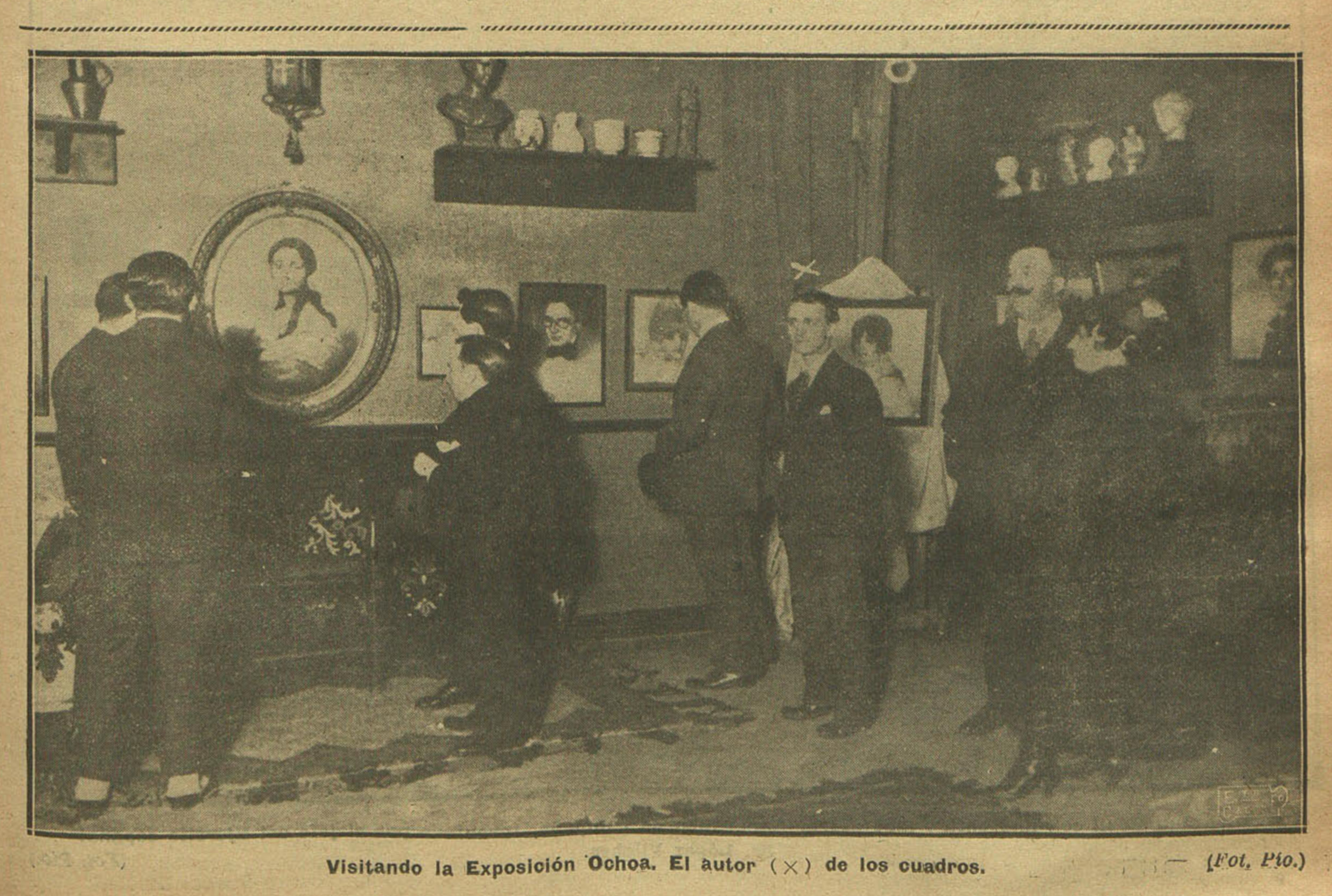
Exposición en 1917

En su época bohemia en Madrid, Enrique compartió vivencias con Ramón Gómez de la Serna, del que ilustró su obra La Roja, Mauricio Bacarisse, del que ilustró El esfuerzo, grandes artistas que ayudaron a Ochoa a definir y perfilar su estilo. Asimismo, ilustró las obras completas de publicadas en 1917
En 1919, contrajo matrimonio con Julia Puertas González en la parroquia de San Antonio de la Florida, fruto de este matrimonio nacieron tres hijos, dos de ellos fallecidos a corta edad. El matrimonio duró pocos años, ya que a mediados de los años 1920, Enrique viajó a Barcelona y decidió aposentarse allí, donde emprendió en 1925 una relación sentimental con Carmen Oses Hidalgo, alumna suya, con la que vivió, pintó y viajó alrededor de todo el mundo hasta 1961, fecha de la muerte de esta. Con su estudio en Barcelona, Ochoa se convirtió en uno de los retratistas favoritos de la alta burguesía de la ciudad.
En 1936 por una de sus obras más reconocidas, La Maja, fue galardonado con el Gran Premio de la Bienal de Venecia y sería ese mismo año cuando partió para el exilio a París con motivo del estallido de la Guerra Civil Española, ciudad en la que residió hasta 1939. 
Regresó a España en 1940 para establecerse de forma permanente en Mallorca. Hasta 1949, Ochoa se recluyó en la celda número 4 de la Cartuja de Valdemosa, la misma en la que llegó a estar Frédéric Chopin. En ella creó algunas de sus obras más intrigantes como son las “imágenes internas”, reflejo de un mundo onírico, y da inicio a su denominada “Plástica musical”.
En esta etapa de madurez realizó numerosas exposiciones y conseguirá diversos reconocimientos como el Premio Extraordinario Princesa Sofía en el Salón de Otoño de Madrid, en 1969 o la Medalla de oro en la Exposición Grand Prix Internacional de París en 1970. Ese mismo año fue nombrado “Grand Officier de l´Ordre de P.A.H.C”, miembro de la Real Academia de las Artes de Lutèce de París.
El 6 de septiembre de 1978, falleció por insuficiencia cardiaca en la ciudad de Palma de Mallorca. Su féretro fue trasladado por vía aérea hasta su ciudad natal, el Puerto de Santa María, donde se le dedicó una calle con su nombre.

## Obra
Ochoa como han calificado muchos de sus estudiosos y críticos de arte, es difícil de clasificar y etiquetar por su variado y rico registro en numerosas disciplinas y técnicas. Definido por algunos como costumbrista, retratista o pintor de la burguesía, después como ilustrador de las mejores revistas de su época. También comparado con los prerrafaelistas, identificado con el surrealismo al mismo tiempo que con el arte abstracto o el gestualismo americano.
Sin duda la obra de Ochoa es todo un alegato a la modernidad y a la vanguardia por su inquietud y constante innovación. Enrique Ochoa, contemporáneo y amigo de Picasso, García Lorca, Alberti, Rubén Darío y Andrés Segovia –entre otros– dominó todo tipo de técnicas y recursos desde ilustraciones hasta retratos al óleo, pasteles, acuarelas.

## Exposiciones

### Exposiciones en vida
- 1911 - Casa Lonja. Exposición de Bellas Artes de Sevilla.
- 1914 - Salón de Turismo Hispano Americano. Madrid
- 1918 - Exposición París. Galería Montmartre
- 1919 - Exposición París. Galería Montmartre
- 1922-1930 - Exposiciones Roma, Milán, Venecia
- 1931 - Barcelona. Galería Layetana
- 1932 - Barcelona. Galería Layetana
- 1933 - Exposición Artistas Vascos. Bilbao
- 1935 - Exposición Milán. Galería Pesaro
- 1936 - Bienal de Venecia
- 1937 – Exposición Milán. Galería Pesaro
- 1938 - Exposición París. Galería Mirador
- 1943 - Exposición Barcelona. Galería Arte
- 1943 – Exposición Buenos Aires. Galería Muler
- 1943 – Exposición Málaga.
- 1944 – Exposición Las Palmas. Gran Canaria
- 1945 – Exposición Tetuán. Sala de Arte
- 1948 – Exposición Internacional Hispano-Americana.
- 1949 – Exposición Río de Janeiro
- 1949 -- Exposición Santa Cruz de Tenerife
- 1950 – Exposición Las Palmas. Galerías Wiot
- 1951 – Exposición Palma de Mallorca. Galería de arte Meliá
- 1953 – Exposición Málaga. Sociedad Gastronómica Amigos del País
- 1955 – Exposición París. Galería André Weil. 26 Avenue Matignon
- 1956 - Exposición París. Galería André Weil. 26 Avenue Matignon
- 1958 - Exposición en Roma.
- 1964 - Bruselas. Galería Albert I
- 1965 – Barcelona. Galería Grife y Escoda. Romancero Gitano de Federico García Lorca
- 1966 - Homenaje a Enrique Ochoa. XXXVII Salón de Otoño. Madrid
- 1967 - Exposición Colectiva. XXXIX Salón de Otoño. Palacio del Retiro. Madrid.
- 1968 – Exposición. Madrid. Salón de Otoño.
- 1969 - XL Salón de Otoño. Palacio de Velázquez. Madrid.
- 1970 – Grand Prix Internacional París.
- 1975 - Exposición Homenaje de los artistas de Palma de Mallorca. Galería Mundi Art-2 y la Fundación Cultural F. Estrada Saldich.

### Exposiciones post-mortem
- 1981. Círculo de Bellas Artes de Madrid. Sala Goya. Exposición Antológica de Enrique Ochoa
- 2007. Fundación Barceló. Palma de Mallorca. Enrique Ochoa 1891-1978. Exposición rememorativa.
- 2008. Fundación Cultural Coll Bardolet “La sombra de Chopin en Valldemossa”. Valdemosa Mallorca
- 2009 Enrique Ochoa, el pintor de la música. Espacio para el Arte. Obra Social Caja Madrid. Aranjuez
- 2014 “Enrique Ochoa. Ochoa vuelve al Sur. 1914-2014. El pintor de la música.” Museo del Patrimonio Municipal de Málaga.
- 2016 “La Mujer Ochoa. Modernismo y Modernidad.” Casal Solleric. Palma de Mallorca.
- 2016 "Rubén Darío: Una historia en fragmentos de papel". Biblioteca de la Universidad Complutense (Madrid).
- 2016 "Azul... Mas allá del color. (Homenaje a Rubén Darío)". Real Monasterio de Santo Tomás (Ávila).
- 2018 "Enrique Ochoa: La Música pintada". Instituto Cervantes de Viena.
- 2019 "Ochoa + Lorca: Plástica Musical". Instituto Cervantes de Nueva York.
- 2019 "La mirada en la mujer". Fundación Cajasol, Sevilla.

## Premios, reconocimientos y condecoraciones
- 1922 - Medalla Exposición Nacional de Bellas Artes. Madrid
- 1936 - Premio Exposición Bienal de Venecia
- 1943 –Nombramiento Académico de Bellas Artes de Málaga
- 1948 –Primer Premio Nacional.”D. Quijote” en la Exposición Internacional Hispano-Americana.
- 1958 - Premio Internacional Arte Sacro (Primera Medalla) en Roma
- 1966 - Medalla del Salón de Otoño de Madrid. Premio Jesús Aramburu. Paleta de Oro (Premio Casa Calles)
- 1967 - Nombrado Hijo Predilecto de El Puerto de Santa María
- 1968 – Primera medalla en el Salón de Otoño de Madrid
- 1969 - Premio Extraordinario Princesa Sofía. Salón de Otoño. Madrid
- 1970 -  Miembro y vicepresidente de la Academia de Bellas Artes de San Sebastián de Palma
- 1970 – Medalla de oro en la Exposición Grand Prix Internacional de París. Es nombrado “Grand Officier de l ‘Ordre de P.A.H.C”. Miembro de la Academia Internacional de las Artes de Lutèce.
- 1975. Nombrado académico de la Real Academia de Bellas Artes de Santa Isabel de Hungría de Sevilla.